# 钱景臻

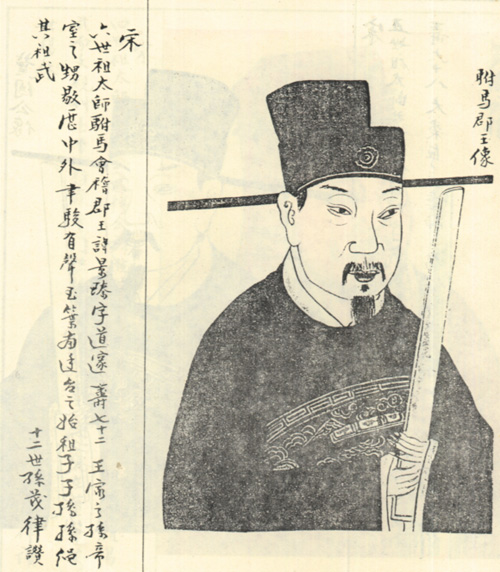
錢景臻

钱景臻（1043年—1126年），字道邃，钱塘（今浙江杭州）人。钱惟演孙，钱暄子。

## 生平
尚仁宗第十女秦魯國大長公主，两人育長子錢忱，拜左领军卫大将军、驸马都尉，官至少师、安武军节度使，封康国公；次子錢愕。至少育有九女。
钱景臻另有两子钱愐、钱恺。